# Wooden Soul
Wooden Soul – debiutancki solowy album polskiego kontrabasisty jazzowego Jacka Niedzieli, 
nagrany przy współudziale brata, pianisty Wojciecha Niedzieli i znanych muzyków jazzowych. Wszystkie kompozycje na płycie są autorstwa Jacka Niedzieli (oprócz "God Bless the Child" (Billie Holiday, Adam Herzog)
i "And I Love Her" (Paul McCartney). Nagrania (oprócz "And I Love Her") zarejestrowane zostały w Studiu Polskiego Radia w Opolu w 1992. CD wydany został w 1994 przez wytwórnię Polonia Records.

## Muzycy
- Piotr Baron – saksofon tenorowy, saksofon sopranowy (2,7,10,12)
- Adam Buczek – instrumenty perkusyjne (8)
- Jan Cichy – gitara basowa (4,9)
- Marcin Jahr – perkusja (2,4,7,9,10,12)
- Zbigniew Jakubek – forpepian, syntezator (6)
- Zbigniew Jaremko – saksofon tenorowy (6)
- Eryk Kulm – perkusja (1)
- Robert Majewski – trąbka (1)
- Bernard Maseli – wibrafon, marimba (6)
- Wojciech Niedziela – fortepian (1,2,4,7,9,10,12)
- Adam Wendt – saksofon tenorowy (6)
- Krzysztof Zawadzki – perkusja (6)
- Jacek Niedziela – kontrabas

## Lista utworów
| 1.  | " Jazz Passengers"                 |  |
|     |                                    |  |
| 2.  | "Neon"                             |  |
|     |                                    |  |
| 3.  | "God Bless The Child"              |  |
|     |                                    |  |
| 4.  | "Sus Blues"                        |  |
|     |                                    |  |
| 5.  | "Capriccio No.2 " (kontrabas solo) |  |
|     |                                    |  |
| 6.  | "Penelopa"                         |  |
|     |                                    |  |
| 7.  | "Prawem kaduka"                    |  |
|     |                                    |  |
| 8.  | "And I Love Her"                   |  |
|     |                                    |  |
| 9.  | "Mięciutki"                        |  |
|     |                                    |  |
| 10. | "Żółte motyle z Mocando"           |  |
|     |                                    |  |
| 11. | "Capriccio No.3" (kontrabas solo)  |  |
|     |                                    |  |
| 12. | "Penelopa"                         |  |
|     |                                    |  |

## Informacje uzupełniające
- Produkcja – Stanisław Sobóla
- Inżynier nagrań – Władysław Gawroński
- Malarstwo na okładce – Józef Siejna
- Projekt graficzny – Studio Jazz